# Bohyně rozumu
Bohyně rozumu (Göttin der Vernunft) je opereta, kterou zkomponoval Johann Strauss ml. Premiéra se konala 13. března 1897 v Theater an der Wien. Libreto napsali Alfred Maria Willner a Bernard Buchbinder. Libreto bylo velmi slabé a rychle si toho všiml i Strauss. Předtím se ho však smluvně zavázal zhudebnit. Jeho nechuť k tomuto dílu se na výsledné hudební podobě výrazně projevila a opereta za těchto okolností ani nemohla být nijak samostatně úspěšná.

## Obsah
Děj se odehrává během francouzské revoluce, kdy komtesa Nevers a kapitán Robert musí skrývat svůj původ. Po čase jsou však odhalení a mají být odsouzeni za vlastizradu, což znamená jistou smrt. Zachráni je delegát republikánského konventu Bonhomme tím, že komtesu představí jako jakobínskou „Bohyni rozumu“.